# 복문화주의
복문화주의(複文化主義, 영어: polyculturalism)는 지리적 영역 내에서의 문화간 계약의 결과에 대한 이데올로기적 접근이다. 그 자체로 뚜렷한 것으로 식별되는 그룹 간의 유사성과 지속적인 상호 연관성을 강조하므로 해당 그룹의 구성원이인지 할 수 있는 경계가 모호하다.다문화주의와 달리, 자기 식별 문화 집단의 정체성을 분리하고 상호간의 상호 작용에도 불구하고 그들의 차이를 보존하고 거행하는 것을 강조한다. 복문화주의 지지자들은 차이와 분리에 대한 강조가 분열적이고 사회적 결속에 해롭다고 주장하면서 다문화주의에 반대한다.

## 같이 보기
- 단문화주의
- 다인종주의(영어판)
- 다민족주의(multi-ethnicism)
- 다문화주의
- 다문화주의의 비판(영어판)
- 다문화주의와 이슬람(영어판)
  - 런더니스탄(영어판)